# Rafa Marín
Rafa Marín, właśc. Rafael Marín Zamora (ur. 19 maja 2002 w  Carmona) – hiszpański piłkarz, występujący na pozycji obrońcy w hiszpańskim klubie Villarreal, do którego jest wypożyczony z Napoli, reprezentant Hiszpanii U-21. 
W 2022 wygrał z Realem Madryt Ligę Mistrzów UEFA. 
W 2025 wygrał z Napoli Serie A. 